# Кіров (Комсомольський район)
Кі́ров (рос. Киров, чув. Киров) — селище у складі Комсомольського району Чувашії, Росія. Входить до складу Александровського сільського поселення.
Населення — 240 осіб (2010; 260 у 2002).
Національний склад:
- чуваші — 98 %